# 布比亞拉群島
67°15′S 46°34′E / 67.250°S 46.567°E
布比亞拉群島是南極洲的群島，由2座島嶼組成，處於基克比角東北面4公里，在1956年首次由澳大利亞探險隊拍攝空中照片，該群島以該國的柳樹命名。